# Dama de Elche

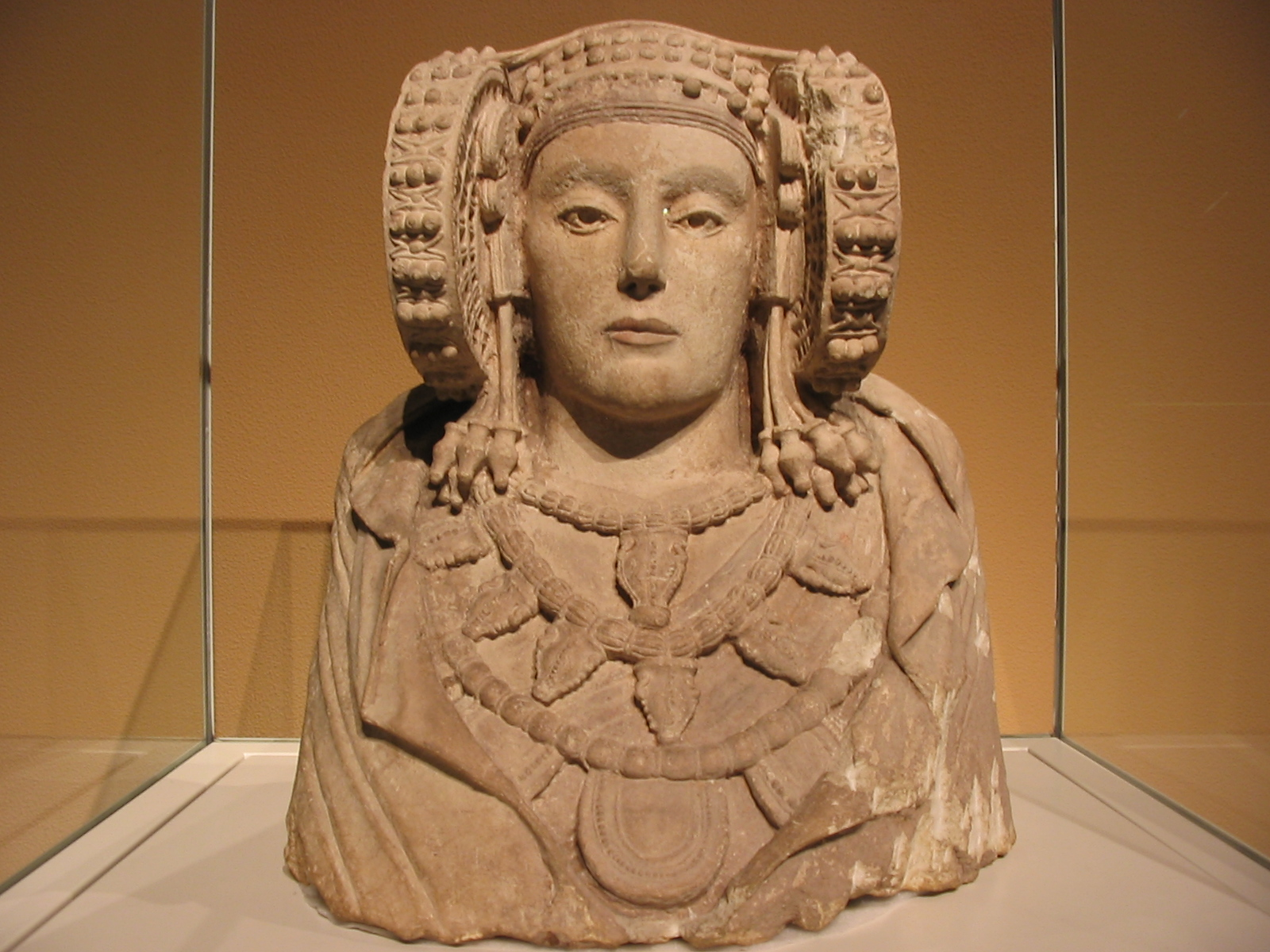

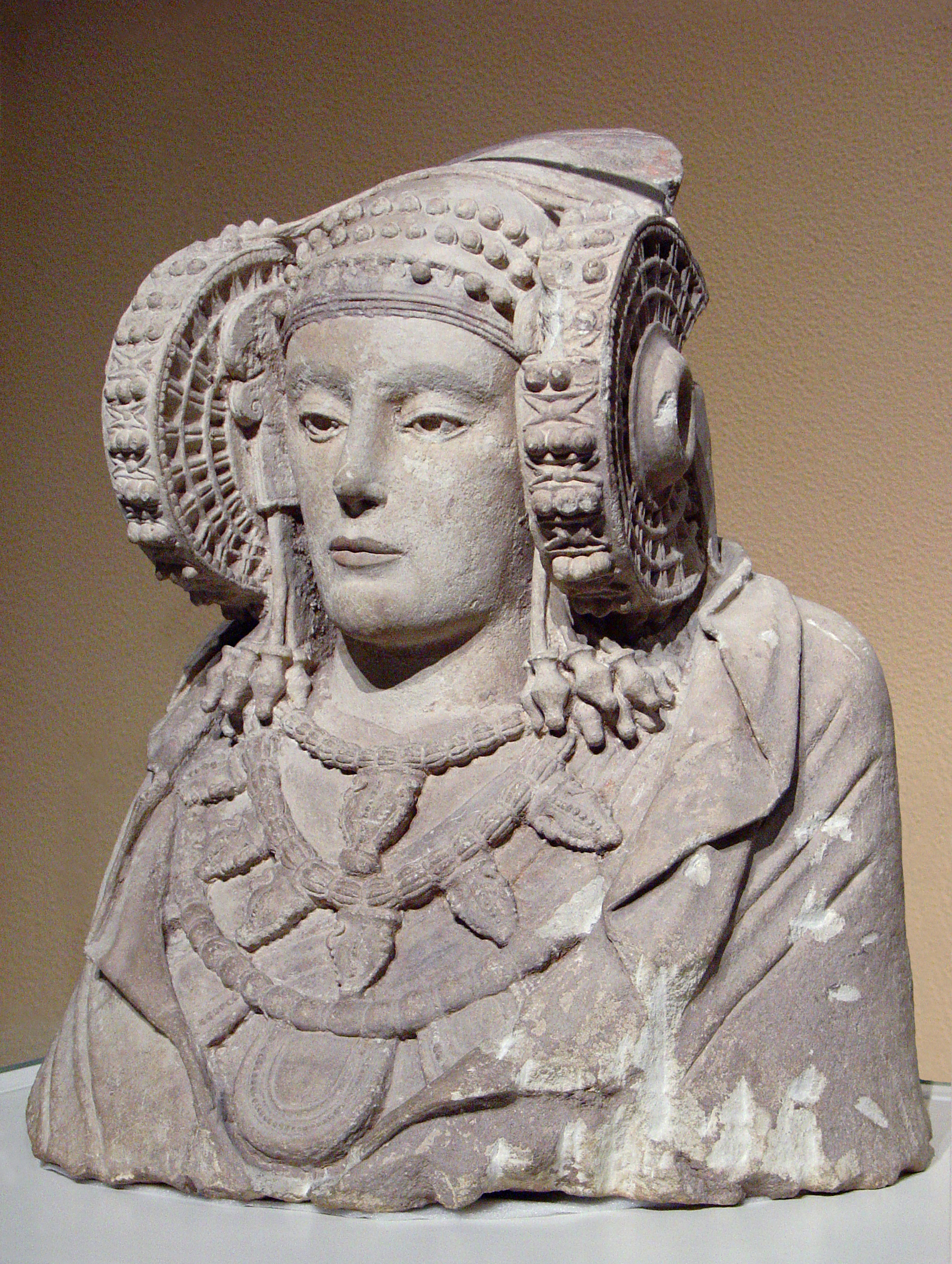
Dama de Elche.

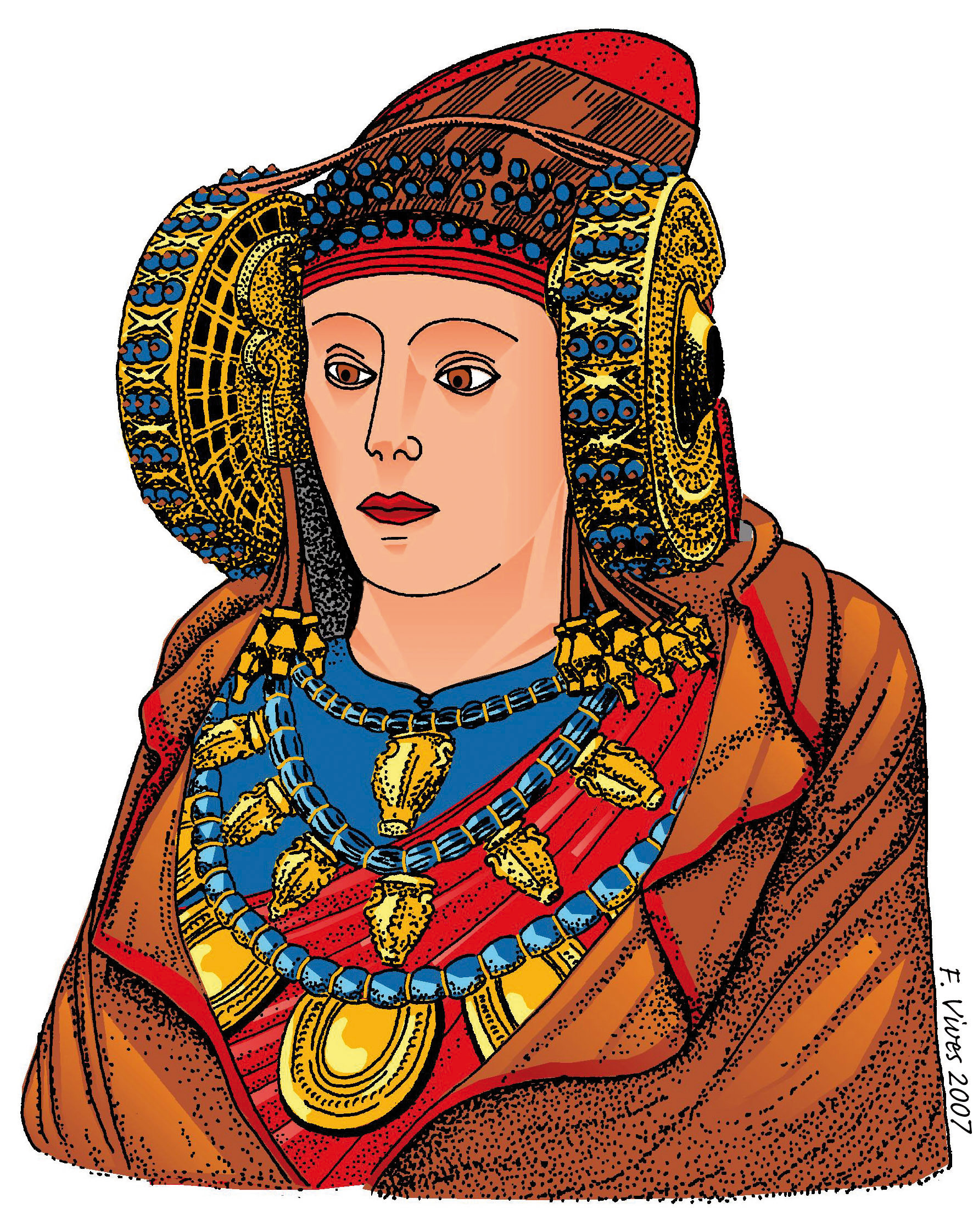
Hypotetisk teckning i flerfärg enligt Francisco Vives.

Dama de Elche är en iberisk byst huggen i kalksten som härrör från 500-300 f.Kr. Den mäter 56 cm i höjd och har på ryggen en sfärisk hålighet på 18 cm i diameter och 16 cm djup, som sannolikt har använts för att förvara förkristna reliker, heliga föremål och aska som offergåva till den avlidna. Många andra iberiska religiösa figurer, som hittats på andra ställen, har också ett hål i ryggen, liksom la Dama de Elche. Hennes axlar är lätt framåtböjda. Bysten finns på Museo Arqueológico Nacional de España i Madrid.

## Namnet Elche
Bysten påträffades nära Elche i Spanien, där det finns en kulle som araberna kallade Alcudia (”kulle”) och som i äldre tider var nästan omgärdad av en flod. Man vet att det fanns en iberisk bosättning vid namn Helike (på grekiska) och att romarna kallade den Colonia Iulia Illici Augusta. Då araberna kom placerade de staden längre ner, på den platta delen, och bevarade det romerska uttrycket Illici, som på arabiska blev ljudhärmande ”Elche”.

## Beskrivning av skulpturen
Klädedräkten är helt och hållet iberisk. Hon bär en blå tunika av fint linnetyg, en mantilj som hålls ihop av en prydnadskam (som kan föreställa ett diadem), och som hänger ned korsad över bröstet. Denna mantilj skiftar i rött och på den finns fortfarande kvar rester av bortnött färg. Över mantiljen en stor mantel (kapuschong) av tjockt tungt tyg som täcker den. Den var i brun färg med en röd bård. På läpparna finns också rester av röd färg. Skulpturen är gjord av fin orangefärgad kalksten, och ansiktet har stenens originalfärg, antagligen en färg som motsvarar hennes naturlig hudfärg.
Kvinnan bär några smycken som är typiska för ibererna: några runda skivor som täcker öronen och som bär några små kedjor som är fästa med ett läderband runt pannan, halsband och kronor med små kedjor och filigran. Det är reproduktioner av smycken som har sitt ursprung i Jonien under 800-700 f.Kr och som sedan spreds till Etrurien (Italien). I de senaste undersökningarna upptäckte man ett litet fragment bladguld i ett av vecken på ryggen. Detta gör det troligt att skulpturens smycken var täckta av bladguld.
Artemidoros från Efesos, en statstjänsteman som reste längs de iberiska kusterna omkring 100 f.Kr, beskriver den iberiska kvinnan i en text i vilken man mycket väl kan känna igen beskrivningen av la Dama de Elche, som liknar henne:
| ” | Några iberiska kvinnor bär halsband av järn och stora uppsättningar på huvudet, på vilka man sätter slöjan som ett parasoll, och som täcker ansiktet. Men andra kvinnor hänger på sig en liten trekantig sjal som de knyter hårt runt nacken och huvudet till öronen och viker den uppåt, åt sidan och bakåt. | „ |

I kontrast till klädedräkten som är helt och hållet inhemsk avslöjar ansiktsdragen en stark influens från grekisk skulptur.